# Jeddore Lake
Der Jeddore Lake ist ein Stausee im Süden der Insel Neufundland in der kanadischen Provinz Neufundland und Labrador.

## Stausee
Der Jeddore Lake bedeckt eine Wasserfläche von 177 km². Einschließlich zweier großer zentral gelegener Inseln umfasst der See knapp 200 km². Der See liegt auf einer Höhe von etwa 179 m. Ursprünglich floss der Salmon River vom oberstrom gelegenen Round Pond durch mehrere Seen und mündete in eine Seitenbucht der Bay d’Espoir. Durch dessen Aufstau 16 km oberhalb der Mündung sowie weiterer Dammbauten weiter östlich entstand der heutige Stausee. Durch die Errichtung weiterer Dämme und Kanäle wurde das Einzugsgebiet auf eine Fläche von 5910 km² vergrößert und reicht bis zum 120 km weiter westlich gelegenen Victoria Lake.

## Wasserkraftwerk Bay d’Espoir
Das Wasserkraftwerk Bay d’Espoir (⊙) wurde am 15. August 1967 durch Premierminister Joey Smallwood offiziell eröffnet. Anfangs hatte das Kraftwerk 4 Einheiten mit insgesamt 300 MW Leistung. 1970 wurde das Kraftwerk um zwei weitere Einheiten mit insgesamt 150 MW ergänzt. 1977 kam schließlich noch eine letzte Einheit mit 150 MW hinzu. Somit verfügt das Kraftwerk über 7 Einheiten mit einer Gesamtleistung von 604 MW. Die Turbinen sind auf zwei Kraftwerksgebäude verteilt. Diese besitzen jeweils einen eigenen Zulaufkanal. Die genutzte Fallhöhe beträgt 176 m. Die Ausbauwassermenge liegt bei 397 m³/s. Ein 4,4 km langer Ableitungskanal führt das Wasser unterhalb des Kraftwerks zum Kopfende der nahe gelegenen Bucht Bay d’Espoir. Dort befindet sich die Gemeinde Milltown-Head of Bay d’Espoir. Betreiber der Anlage ist Newfoundland und Labrador Hydro, eine Tochtergesellschaft von Nalcor Energy. Die jährliche Energieproduktion liegt bei 2.650 GWh. Somit ist es das größte Wasserkraftwerks Neufundlands.